# باول بيريز
باول بيريز (بالإنجليزية: Paul Perez) هو لاعب اتحاد الرغبي نيوزيلندي، ولد في 26 يوليو 1986 في Motoʻotua ‏ في ساموا.

## وصلات خارجية
- باول بيريز على موقع سلسلة سباعيات الرغبي العالمية - رجال (الإنجليزية)
- باول بيريز عل موقع إسبنسكروم (الإنجليزية)
- باول بيريز على موقع ItsRugby.co.uk (الإنجليزية)